# بخش لانگکانی
بخش لانگکانی (به لاتین: Longquanyi District) یک منطقهٔ مسکونی در چین است که در چنگدو واقع شده‌است. بخش لانگکانی ۵۵۶ کیلومتر مربع مساحت و ۷۶۷٬۲۰۳ نفر جمعیت دارد.